# Jiří Seydler
Jiří Seydler (* 1969) je český divadelní režisér a hudebník.

## Život
Seydler vystudoval gymnázium a poté DAMU. Jeho spolužáky byli Michal Novotný a Petr Rajchert, se kterými hrál v kapele Starý hadry, která vznikla v roce 1987. Dnes ji známe jako Chinaski. Nový název dostala kapela po alter egu spisovatele Charlese Bukowského. Kapelu opustil kvůli špatnému zdravotnímu stavu. V roce 1992 dostal své první angažmá ve Východočeském divadle Pardubice. Působil jako umělecký ředitel činohry Karlovarského městského divadla a od března 2017 vede činohru Slezského divadla v Opavě.
V Pardubicích spolupracuje s Jiřím Šlupkou Svěrákem, který zde působí jako skladatel scénické hudby. Seydler hostuje v mnoha divadlech České republiky. Natáčí pro ČT2 pořad Divadlo žije a spolupracuje také s televizí Nova.

## Divadelní režie (výběr)
- Friedrich Dürrenmatt: Návštěva staré dámy, VČD, 1993
- Milan Calábek: Zavraždění svaté Celestiny, VČD, 1997
- David Henry Hwang: M. Butterfly, VČD, 2003
- Pavel Kohout: Král Colas Kolikátý, VČD, 2005
- Katarzyna Gärtner, Ernest Bryll: Malované na skle, VČD, 2007
- Friedrich Dürrenmatt: Romulus Veliký, VČD, 2007
- William Shakespeare: Hamlet, VČD, 2008
- Henrik Ibsen: Peer Gynt, VČD, 2008